# Purutrejo
Purutrejo is een bestuurslaag in het regentschap Pasuruan van de provincie Oost-Java, Indonesië. Purutrejo telt 6906 inwoners (volkstelling 2010).